# Ратіка Рамасамі
Ратіка Рамасамі — індійський фотограф дикої природи. Вона живе в Ченнаї і працює як позаштатний фотограф. За свої фотографії вона отримала багато нагород і була названа «першою індійською жінкою, яка здобула міжнародну репутацію фотографині дикої природи».

## Біографія

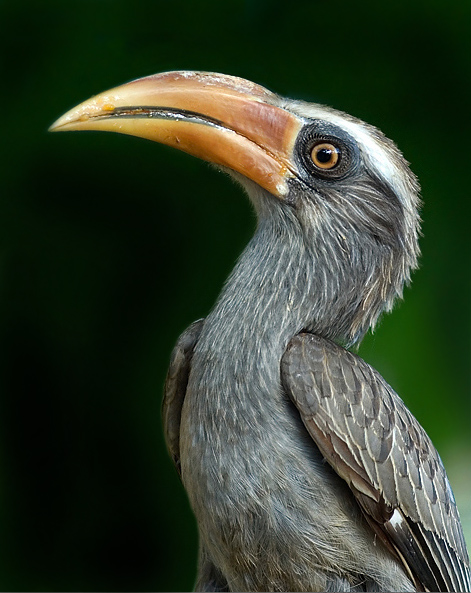
Токо малабарський (Ocyceros griseus), ендемічний птах Західної Гати

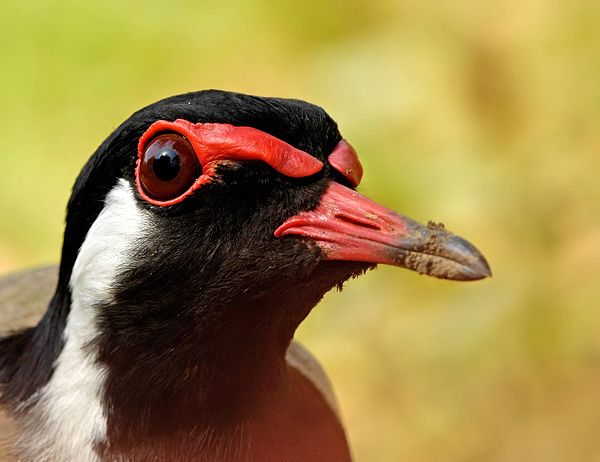
Чайка індійська (Vanellus indicus)

Після одруження з 1999 року ратіка живе в Нью-Делі. Вона має ступінь з комп'ютерної інженерії та MBA, тому перш ніж стати фотографом на повний робочий день, кілька років працювала розробницею програмного забезпечення.
Свій перший фотоапарат Ратика отримала від свого дядька, самого фотографа-любителя, і почала знімати дерева та квіти. У 2003 році вона відвідала національний парк Кеоладео в Бхаратпурі і сфотографувала птахів. Вона почала регулярно відвідувати пташиний заповідник Охла, вивчаючи поведінку різних видів птахів. Після цього вона захопилася фотографією дикої природи як її професійним інтересом і відвідала багато національних парків в Індії, Кенії та Танзанії.
Її фотографії дикої природи були представлені на кампанії «Чиста Ганга», що відбулася у вересні 2005 року в Індійському міжнародному центрі, Нью-Делі. У 2007 році в щорічному календарі Університету Джавахарлала Неру були фотографії її птахів. «Птахи Індії» вибрали її як одну з 20 найкращих фотографів Індії 2008 року, єдину жінку, яка отримала відзнаку. Окрім участі у виставках дикої природи, вона проводить майстер-класи з фотографії дикої природи.
Ратіка є однією із засновників Асоціації мистецтва фотографії Індії.

## Працює
Свою першу книгу "Найкращі моменти дикої природи " Ратика самостійно видала у 2014 році.

## Нагороди
- 2015: Премія Inspiring Icon Award, Університет Сатьябама, Ченнаї[3][8]
- 2015: нагорода Міжнародного ярмарку камер (ICF) за її досконалість у фотографії дикої природи.[3]